# William Spring Hubbell
William Spring Hubbell, född 17 januari 1801 i Painted Post, New York, död 16 november 1873 i Bath, New York, var en amerikansk politiker (demokrat). Han var ledamot av USA:s representanthus 1843–1845.
Hubbell efterträdde 1843 John Young som kongressledamot och efterträddes 1845 av Martin Grover.
Hubbell ligger begravd på Grove Cemetery i Bath i delstaten New York.